# Ирак на Олимпијским играма
Ирак се први пут појавио на Олимпијским играма 1948. године. Од тада Ирак је пропустио да пошаље своје представнике на Летње олимпијске игре у четири наврата; 1952, 1956, 1972.  и 1976. године.
Игре одржане 1952. године Ирак је пропустио а игре одржане 1956. године је бојкотовао у знак протеста против Суецке кризе. После поновног повратка на олимпијске игре Ирак је на играма одржаним у Риму освојио своју прву и засад једину олимпијску медаљу, бронзану, у дизању тегова. Ирак је опет пропустио игре 1972. године а 1976. године се придружио бојкоту игара због апартхејда и учешћа Новог Зеланда на играма. Овим бојкотом Ирак је постао једна од две неафричке земље које су бојкотовале игре одржане у Монтреалу, Гвајана је била друга неафричка држава.
На Зимским олимпијским играма Ирак никада није учествовао и Ирак никада није био домаћин олимпијских игара.
Национални олимпијски комитет Ирака (National Olympic Committee of Iraq) је основан и признат од стране Међународног олимпијског комитета 1948. године.

## Медаље
| Учешће и освојене медаље Ирака на ОИ |       |        |        |        |  |   |   |   |   |  |
| Спортска дисциплина                  | Злато | Сребро | Бронза | Укупно |  |   |   |   |   |  |
| Дизање тегова                        | 0     | 0      | 1      | 1      |  |   |   |   |   |  |
| Укупно                               |       |        |        |        |  | 0 | 0 | 1 | 1 |  |

### Освојене медаље на ЛОИ
| Освојене медаље Ирака на ЛОИ |                      |                      |                      |                      |                      |                      |                      |                      |                      |                      |
| ЛОИ                          | Носилац заставе      | Учешће               | Муш.                 | Жене                 | спорт.               | Злато                | Сребро               | Бронза               | Укупно               | Ранг                 |
| 1948. Лондон                 |                      |                      |                      |                      |                      | 0                    | 0                    | 0                    | 0                    |                      |
| 1952. Хелсинки               | Ирак није учествовао | Ирак није учествовао | Ирак није учествовао | Ирак није учествовао | Ирак није учествовао | Ирак није учествовао | Ирак није учествовао | Ирак није учествовао | Ирак није учествовао | Ирак није учествовао |
| 1956. Мелбурн и Стокхолм     | Ирак није учествовао | Ирак није учествовао | Ирак није учествовао | Ирак није учествовао | Ирак није учествовао | Ирак није учествовао | Ирак није учествовао | Ирак није учествовао | Ирак није учествовао | Ирак није учествовао |
| 1960. Рим                    |                      |                      |                      |                      |                      | 0                    | 0                    | 1                    | 1                    |                      |
| 1964. Токио                  |                      |                      |                      |                      |                      | 0                    | 0                    | 0                    | 0                    |                      |
| 1968. Мексико Сити           |                      |                      |                      |                      |                      | 0                    | 0                    | 0                    | 0                    |                      |
| 1972. Минхен                 | Ирак није учествовао | Ирак није учествовао | Ирак није учествовао | Ирак није учествовао | Ирак није учествовао | Ирак није учествовао | Ирак није учествовао | Ирак није учествовао | Ирак није учествовао | Ирак није учествовао |
| 1976. Монтреал               | Ирак није учествовао | Ирак није учествовао | Ирак није учествовао | Ирак није учествовао | Ирак није учествовао | Ирак није учествовао | Ирак није учествовао | Ирак није учествовао | Ирак није учествовао | Ирак није учествовао |
| 1980. Москва                 |                      |                      |                      |                      |                      | 0                    | 0                    | 0                    | 0                    |                      |
| 1984. Лос Анђелес            |                      |                      |                      |                      |                      | 0                    | 0                    | 0                    | 0                    |                      |
| 1988. Сеул                   |                      |                      |                      |                      |                      | 0                    | 0                    | 0                    | 0                    |                      |
| 1992. Барселона              |                      |                      |                      |                      |                      | 0                    | 0                    | 0                    | 0                    |                      |
| 1996. Атланта                |                      |                      |                      |                      |                      | 0                    | 0                    | 0                    | 0                    |                      |
| 2000. Сиднеј                 |                      |                      |                      |                      |                      | 0                    | 0                    | 0                    | 0                    |                      |
| 2004. Атина                  |                      |                      |                      |                      |                      | 0                    | 0                    | 0                    | 0                    |                      |
| 2008. Пекинг                 |                      |                      |                      |                      |                      | 0                    | 0                    | 0                    | 0                    |                      |
| 2012. Лондон                 |                      |                      |                      |                      |                      | 0                    | 0                    | 0                    | 0                    |                      |
| 2016. Рио де Жанеиро         |                      |                      |                      |                      |                      | 0                    | 0                    | 0                    | 0                    |                      |
| 2020. Токио                  |                      |                      |                      |                      |                      |                      |                      |                      |                      |                      |
| 2024. Париз                  |                      |                      |                      |                      |                      |                      |                      |                      |                      |                      |
| 2028. Лос Анђелес            | предстојећи догађај  |                      |                      |                      |                      |                      |                      |                      |                      |                      |
| 2032. Бризбејн               | предстојећи догађај  |                      |                      |                      |                      |                      |                      |                      |                      |                      |
| Укупно                       |                      |                      |                      |                      |                      | 0                    | 0                    | 1                    | 1                    |                      |

#### Златне медаље
| Бр. | Медаља | Име              | Игре      | Спорт         | Дисциплина  | Ж | М |
| --- | ------ | ---------------- | --------- | ------------- | ----------- | - | - |
| 1.  |        | Абдул Вахид Азиз | Рим 1960. | Дизање тегова | до 67,50 кг | − | м |